# 誰かがあなたを愛してる
『誰かがあなたを愛してる』（だれかがあなたをあいしてる、原題：秋天的童話、英題：An Autumn's Tale）は、1987年制作、チョウ・ユンファ、チェリー・チェン主演の香港映画。

## 概要
秋のニューヨークを舞台に、香港からやってきた女子学生と青年との純愛を描く恋愛映画。1988年香港電影金像奨の最優秀作品賞を受賞した。また、1987年金馬奨でチョウ・ユンファが最優秀主演男優賞を受賞している。
日本でも原題の『秋天的童話』でその高い評価は伝わっていたが、1988年のアジア映画の新しい波'88で『秋天的童話』の邦題で公開された後、89年に『誰かがあなたを愛してる』の邦題で劇場公開された。当時、公開された映画館はシネスイッチ銀座。

## ストーリー
香港から演劇の勉強のためにニューヨークへやってきたジェニファーは、やくざな生活を送る遠縁の青年シュンタウのボロアパートで暮らすことになる。ジェニファーには、先にニューヨークに来ている恋人ビンセントがいたが、彼にはすでに新しい恋人ができていた。シュンタウは失意のジェニファーを慰める。2人の間にはほのかな恋心が芽生える。

## キャスト
| 役名         | 俳優             | 日本語吹替 | 日本語吹替 |
| 役名         | 俳優             | VHS版      |            |
| ------------ | ---------------- | ---------- | ---------- |
| シュンタウ   | チョウ・ユンファ | 大塚芳忠   |            |
| ジェニファー | チェリー・チェン | 戸田恵子   |            |
| ビンセント   | ダニー・チャン   | 戸谷公次   |            |

## スタッフ
- 監督：メイベル・チャン
- 脚本：アレックス・ロウ
- 主題歌：デイビッド・ロイ「別了秋天（英題：Good-Bye Autmun）」
- 撮影：ジェームズ・ヘイマン、デヴィッド・チャン
- 美術：クリスティ・アディス、ヤン・ウォン
- 音楽：ローウェル・ロウ
- 製作：ジョン・シャム
- 製作総指揮：ディクソン・プーン